# Raión de Kosiv
Raión de Kósiv (en ucraniano: Косівський район) es un raión o distrito de Ucrania en la óblast de Ivano-Frankivsk. La capital es la ciudad de Kósiv.
Comprende una superficie de 903 km². Se ubica en el sur de la óblast, limitando al este con la óblast de Chernivtsí.
Fue fundado en 1940, cuando la RSS de Ucrania organizó las subdivisiones de los territorios que hasta el año anterior habían formado parte de la Segunda República Polaca. Desde la reforma territorial de 2020, que no afectó a los límites del raión, pasó a dividirse en cinco municipios: la ciudad de Kósiv (la capital), los sélyshcha de Kuty y Yábluniv y los municipios rurales de Kosmach y Rózhniv. Hay un total de 45 localidades en el raión.

## Demografía
Según estimación 2010 contaba con una población total de 90.400 habitantes.

## Otros datos
El código KOATUU fue 2623600000. El código postal 78600 y el prefijo telefónico +380 3478.